# RS Близнецов
RS Близнецов (лат. RS Geminorum) — одиночная переменная звезда в созвездии Близнецов на расстоянии (вычисленном из значения параллакса) приблизительно 3314 световых лет (около 1016 парсеков) от Солнца. Видимая звёздная величина звезды — от +12m до +9,1m.

## Характеристики
RS Близнецов — красная пульсирующая полуправильная переменная звезда типа SRB (SRB) спектрального класса M3-M8, или M8. Эффективная температура — около 3288 K.